# (29705) Cialucy
(29705) Cialucy (1998 YP10) – planetoida z grupy pasa głównego asteroid okrążająca Słońce w ciągu 4,16 lat w średniej odległości 2,59 j.a. Odkryta 26 grudnia 1998 roku.